# Organización de los Estados Americanos
La Organización de los Estados Americanos (OEA) es una organización internacional panamericanista de ámbito regional y continental creada el 30 de abril de 1948, con el objetivo de ser un foro político para la toma de decisiones, el diálogo multilateral y la integración de América. En su Carta constitutiva se establece que la Organización trabaja para fortalecer la paz, seguridad y consolidar la democracia, promover los derechos humanos, apoyar el desarrollo social y económico favoreciendo el crecimiento sostenible en América. En su accionar la OEA busca fortalecer las relaciones de cooperación entre sus Estados miembros y los pueblos del continente y preservar la democracia y el respeto a los derechos humanos. Los idiomas oficiales de la organización son el español, el portugués, el inglés y el francés. Sus siglas en español, portugués y francés son OEA y en inglés OAS (Organization of American States).
La OEA tiene su sede en la Casa de las Américas, Distrito de Columbia (Estados Unidos). También posee oficinas regionales en los distintos países miembros. La organización está compuesta de 34 países miembros. En el trigésimo noveno período ordinario de sesiones de la Asamblea General, realizada del 1 al 3 de junio de 2009 en San Pedro Sula (Honduras), en su Resolución AG/RES. 2438 (XXXIX-O/09) señala que la Resolución VI adoptada el 31 de enero de 1962 en la Octava Reunión de Consulta de Ministros de Relaciones Exteriores, mediante la cual se excluyó al gobierno de Cuba de su participación en el sistema interamericano, queda sin efecto en la Organización de los Estados Americanos; a partir de esa fecha quedó sin efecto dicha exclusión (pero Cuba no se ha reincorporado). La OEA es uno de los organismos regionales más antiguos y el segundo más extenso después del Diálogo de Cooperación de Asia.

## Miembros

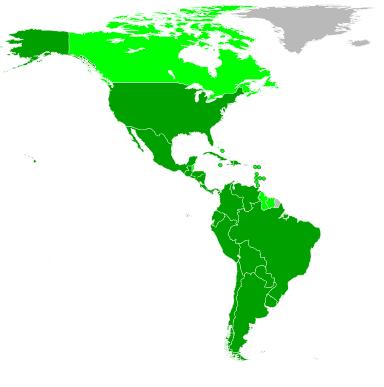
Miembros fundadores
Miembros posteriores
No miembros

Todos los Estados independientes de América son miembros de la OEA. No son miembros los territorios que son considerados dependencias de algún otro Estado, tal es el caso de Puerto Rico, la Guayana Francesa, Groenlandia, entre otros. 
Cada Estado Miembro tiene un representante permanente, con rango de Embajador/a, considerado uno de los diplomáticos más importantes de su país. En cuanto al secretario general, puede ejerce una influencia en los debates políticos de los países miembros.
Los primeros miembros fueron las 21 repúblicas independientes americanas el 8 de mayo de 1948. Luego, la OEA, se fue expandiendo con la incorporación de Barbados y, a medida que se independizaron, otros territorios americanos. Actualmente tiene 34 miembros:
| Bandera                                 | Estados miembros                     | Fecha de ingreso          | Capital/es          |
| --------------------------------------- | ------------------------------------ | ------------------------- | ------------------- |
| Bandera de Colombia                     | República de Colombia                | fundador                  | Bogotá              |
| Bandera de Estados Unidos               | Estados Unidos de América            | fundador                  | Washington D. C.    |
| Bandera de Argentina                    | República Argentina                  | fundador                  | Buenos Aires        |
| Bandera de Bolivia                      | Estado Plurinacional de Bolivia      | fundador                  | Sucre               |
| Bandera de Brasil                       | República Federativa del Brasil      | fundador                  | Brasilia            |
| Bandera de Chile                        | República de Chile                   | fundador                  | Santiago de Chile   |
| Bandera de Costa Rica                   | República de Costa Rica              | fundador                  | San José            |
| Bandera de Cuba                         | República de Cuba                    | fundador                  | La Habana           |
| Bandera de la República Dominicana      | República Dominicana                 | fundador                  | Santo Domingo       |
| Bandera de Ecuador                      | República del Ecuador                | fundador                  | Quito               |
| Bandera de El Salvador                  | República de El Salvador             | fundador                  | San Salvador        |
| Bandera de Guatemala                    | República de Guatemala               | fundador                  | Ciudad de Guatemala |
| Bandera de Haití                        | República de Haití                   | fundador                  | Puerto Príncipe     |
| Bandera de Honduras                     | República de Honduras                | fundador                  | Tegucigalpa         |
| Bandera de México                       | Estados Unidos Mexicanos             | fundador                  | Ciudad de México    |
| Bandera de Panamá                       | República de Panamá                  | fundador                  | Ciudad de Panamá    |
| Bandera de Paraguay                     | República del Paraguay               | fundador                  | Asunción            |
| Bandera de Perú                         | República del Perú                   | fundador                  | Lima                |
| Bandera de Uruguay                      | República Oriental del Uruguay       | fundador                  | Montevideo          |
| Bandera de Barbados                     | Barbados                             | 1967                      | Bridgetown          |
| Bandera de Trinidad y Tobago            | República de Trinidad y Tobago       | 1967                      | Puerto España       |
| Bandera de Jamaica                      | Jamaica                              | 1969                      | Kingston            |
| Bandera de Granada                      | Granada                              | 1975                      | Saint George's      |
| Bandera de Surinam                      | República de Surinam                 | 1977                      | Paramaribo          |
| Bandera de Dominica                     | Mancomunidad de Dominica             | 1979                      | Roseau              |
| Bandera de Santa Lucía                  | Santa Lucía                          | 1979                      | Castries            |
| Bandera de Antigua y Barbuda            | Antigua y Barbuda                    | 1981                      | Saint John          |
| Bandera de San Vicente y las Granadinas | San Vicente y las Granadinas         | 1981                      | Kingstown           |
| Bandera de Bahamas                      | Mancomunidad de Las Bahamas          | 1982                      | Nasáu               |
| Bandera de San Cristobal y Nieves       | Federación de San Cristóbal y Nieves | 1984                      | Basseterre          |
| Bandera de Canadá                       | Canadá                               | 1990                      | Ottawa              |
| Bandera de Belice                       | Belice                               | 1991                      | Belmopán            |
| Bandera de Guyana                       | República Cooperativa de Guyana      | 1991                      | Georgetown          |
| Países retirados                        |                                      |                           |                     |
| Bandera de Venezuela                    | República Bolivariana de Venezuela   | fundador 1948-2019 (2023) | Caracas             |
| Bandera de Nicaragua                    | República de Nicaragua               | fundador 1948 - 2021      | Managua             |

Notas
1. ↑  El 3 de junio de 2009, los Ministros de Relaciones Exteriores de las Américas adoptaron la resolución AG/RES. 2438 (XXXIX-O/09), que resuelve que la resolución de 1962, que excluyó al Gobierno de Cuba de su participación en el sistema interamericano, deja de tener efectos en la Organización de los Estados Americanos (OEA). La resolución de 2009 establece que la participación de la República de Cuba en la OEA será el resultado de un proceso de diálogo iniciado a solicitud del Gobierno de Cuba, y de conformidad con las prácticas, propósitos y principios de la OEA.
2. ↑  En 2019, por una crisis interna en Venezuela, se creó un gobierno paralelo al de Maduro, encabezado por Guaidó. Parte de la comunidad internacional conservó el reconocimiento al gobierno de Maduro, pero otra parte reconoció al de Guaidó. El 9 de abril la OEA le otorgó el asiento al representante de Guaidó y el 27 de abril Maduro formalizó la salida de la OEA. Al interior de la OEA continuó la membresía plena de derecho hasta 2023 con el presidente Guaidó.
3. ↑  En noviembre de 2021, el gobierno de Nicaragua anunció su retiro de la OEA, acusándola de hacer «injerencia» en las elecciones de ese año; el proceso demoraría dos años en base a los protocolos de esa instancia, pero en abril de 2022 anticipó su salida, cerrando incluso la oficina ubicada en Managua.[5]

Escudo en español.
Escudo en portugués.
Escudo en inglés.

## Historia

Zonas económicas exclusivas de los Estados miembros de la OEA. Considerándolas, la superficie total de la OEA alcanza los 76 857 956 km². Siendo así, la organización regional más extensa del mundo.

### SigloXIX
En 1890, la Primera Conferencia Internacional Panamericana, efectuada en la ciudad de Washington, estableció la Unión Internacional de las Repúblicas Americanas y su secretaría permanente, la Oficina Comercial de las Repúblicas Americanas, precursora de la OEA. En 1910, esta organización se convirtió en la Unión Panamericana.

### SigloXX

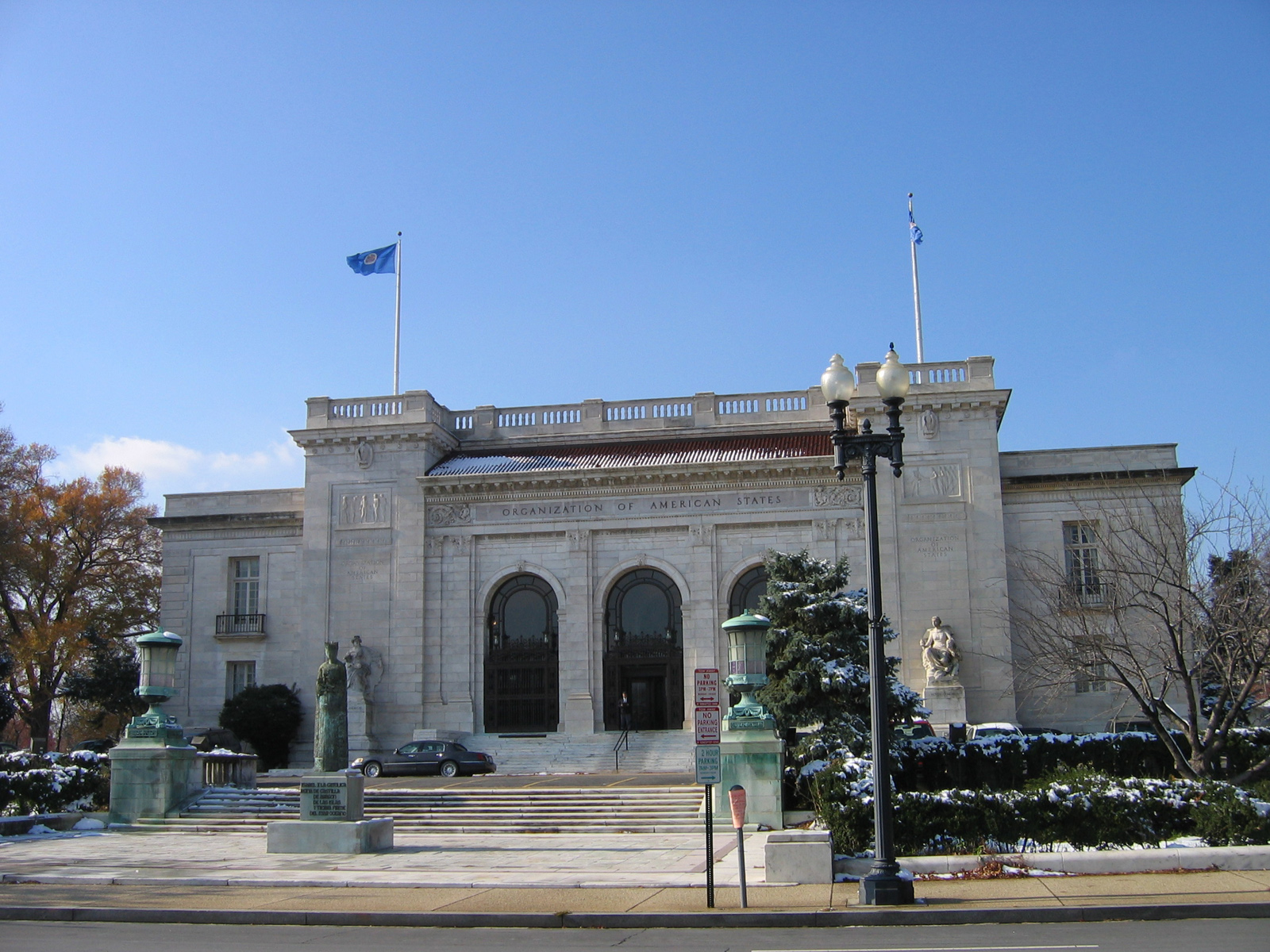
Sede de la OEA, situada en el Distrito de Columbia, capital del gobierno federal de los Estados Unidos.

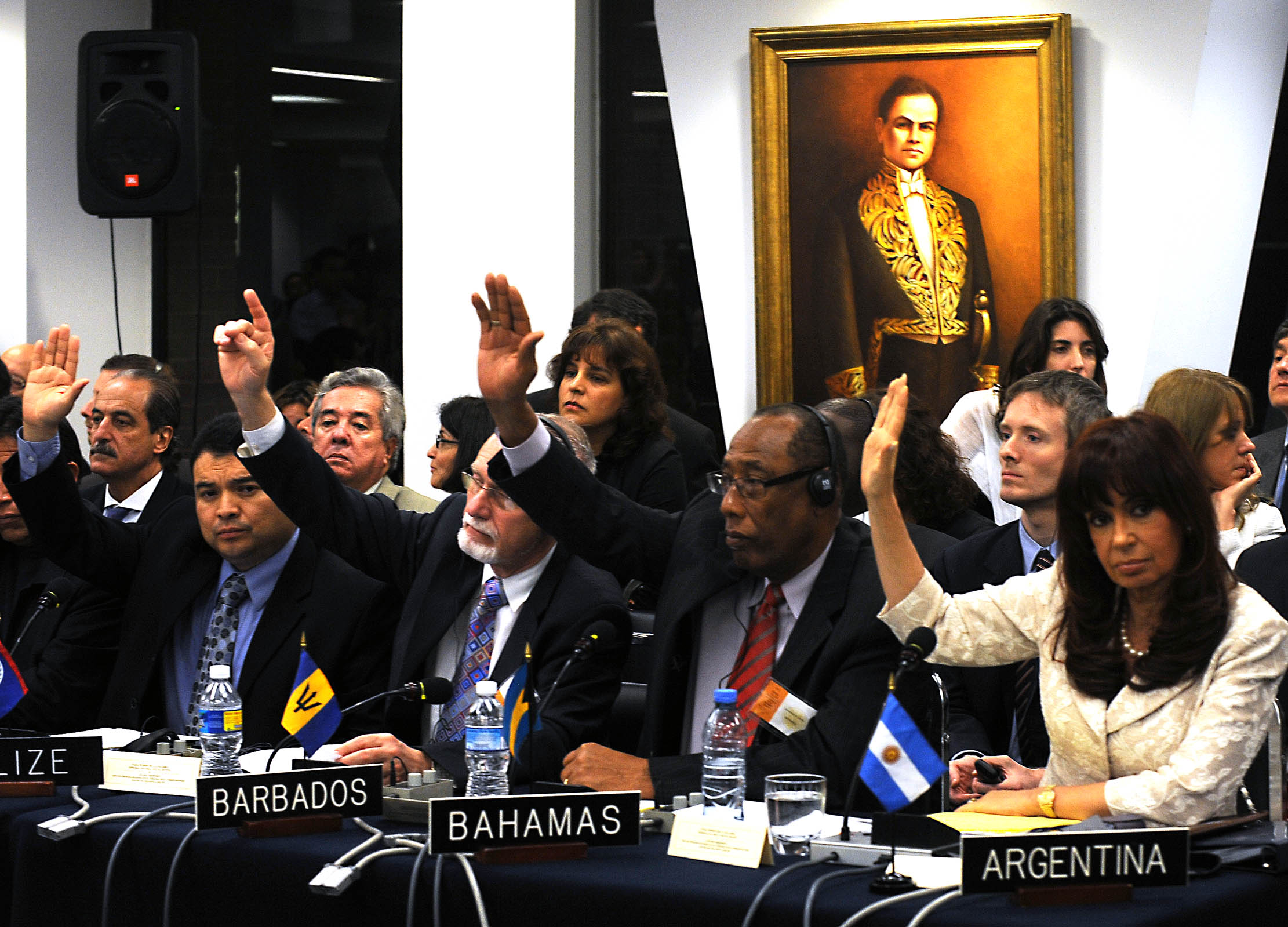
Los asistentes a la Asamblea Extraordinaria de la OEA votan la suspensión de Honduras.

El 30 de abril de 1948, 21 naciones del hemisferio se reunieron en Bogotá, Colombia, para adoptar la Carta de la Organización de los Estados Americanos, con la cual confirmaron su respaldo a las metas comunes y el respeto a la soberanía de cada uno de los países. La OEA tuvo una inauguración turbulenta, ya que la IX Conferencia Panamericana debió ser trasladada a los campos del Gimnasio Moderno por los disturbios del 9 de abril.
La OEA se opuso a Estados Unidos durante los conflictos marítimos entre los Estados Unidos y el Ecuador y el Perú a finales del decenio de 1960, y durante la invasión estadounidense de Panamá en 1989. También respaldó a Argentina en su reclamo durante la guerra de las Malvinas en 1982.
Durante la 6.ª Conferencia de Cancilleres de la Organización de Estados Americanos (OEA), en Costa Rica, entre el 16 y el 20 de agosto de 1960, se acordó a unanimidad una condena contra el Estado de la República Dominicana. La sanción se motivó porque los cancilleres comprobaron la veracidad de que el régimen de Trujillo había auspiciado el atentado contra Rómulo Betancourt, en ese momento, presidente constitucional de Venezuela. A esa reunión asistieron los ministros de relaciones exteriores de 21 naciones americanas, Cuba inclusive, porque en ese momento no había sido expulsada del sistema interamericano.
Todos los países, incluidos Estados Unidos y Haití, rompieron relaciones diplomáticas con la República Dominicana. Adicionalmente se aplicó un bloqueo económico que afectó la exportaciones de azúcar, que en ese momento eran el pilar de la economía dominicana.
Fue la primera aplicación del Tratado Interamericano de Asistencia Recíproca, el cual se había aprobado en la OEA el 29 de julio de 1960.
En 1962, Cuba fue expulsada de participar en la organización. Esta decisión fue tomada mediante la Resolución VI, adoptada en la octava cumbre en Punta del Este (Uruguay), el 31 de enero de 1962. La votación se produjo con el voto en contra de Cuba. Esta resolución también contó con varias abstenciones de países latinoamericanos que no quisieron verse implicados, pero sí seguir manteniendo relaciones con Estados Unidos: Argentina, Bolivia, Brasil, Chile y Ecuador. El único país que votó en contra de la expulsión de Cuba fue Perú.
La parte operativa de la resolución decía literalmente que la adhesión al marxismo-leninismo es incompatible con el sistema interamericano y que el alineamiento de tal gobierno con el bloque comunista rompía la unidad y solidaridad continental; que el gobierno de Cuba, identificado con el marxismo-leninismo, es incompatible con los principios y objetivos del sistema interamericano y que esta incompatibilidad excluye al gobierno cubano de participar en el sistema interamericano.
La comisión de la OEA redactó informes sobre derechos humanos en Cuba y atender casos de ciudadanos cubanos que fueron cuestionados por otros países americanos miembros. El gobierno cubano envió una nota oficial a la organización que decía que Cuba había sido expulsada arbitrariamente y que la OEA no tenía ninguna jurisdicción ni competencia en el país.
El 3 de junio de 2009 en la XIX Asamblea General de la OEA, realizada en San Pedro Sula (Honduras), con el apoyo de Bolivia, Ecuador, Honduras, Nicaragua y Venezuela, se logra un acuerdo entre los cancilleres de los países integrantes de la OEA en la llamada Comisión General, presidida por el canciller canadiense Lawrence Cannon, para la reinclusión de Cuba en la entidad. Este acuerdo no integra a Cuba automáticamente a la OEA, sino que deroga en su primer artículo la resolución de 1962 que determinó su suspensión y establece en su artículo segundo la vía para la participación de Cuba. Este habría de constituir un diálogo iniciado por este país con la organización en conformidad con las «prácticas, principios y propósitos» de la OEA.

### SigloXXI
En 2005 el chileno José Miguel Insulza fue electo como secretario general de la organización. El 12 de noviembre de 2010 el Consejo Permanente de la OEA rompió una tradición de 15 años de tomar todas sus decisiones bajo consenso.[cita requerida] Aunque los reglamentos y estatutos del organismo proveen los mecanismos necesarios para la votación de las decisiones bajo mayoría simple o calificada dependiendo del asunto, la organización, bajo el espíritu de ser un organismo de diálogo multilateral no acostumbra a utilizar este mecanismo para la toma de decisiones. Sin embargo, el 12 de noviembre de 2010 el Consejo, bajo votación de 21 votos a favor, 3 abstenciones y 2 en contra aprobó una resolución conteniendo las recomendaciones del secretario general sobre el conflicto Costa Rica-Nicaragua por las actividades nicaragüenses denunciadas por el gobierno de Costa Rica en el sector de la isla Calero.
En 2015 fue electo como secretario general el uruguayo Luis Almagro, quien desde entonces ha abogado por una línea dura hacia Venezuela. Durante las manifestaciones en Ecuador de octubre de 2019, Luis Almagro, condenó los "actos de violencia" y llamó al diálogo para que "los actores políticos y sociales resuelvan sus diferencias por la vía pacífica". La OEA publicó un informe preliminar sobre las elecciones generales de Bolivia de 2019 en las que concluye que ocurrieron irregularidades en el recuento de votos, exacerbando los reclamos de la oposición. Horas después, la policía y el ejército le retiraron el apoyo al mandatario Evo Morales, quien presentó su renuncia a la presidencia mediante el canal de televisión estatal.
En 2020, el secretario de Estado de Estados Unidos Mike Pompeo declaró que bajo el liderazgo de Almagro "estamos volviendo al espíritu que la OEA mostró en los años cincuenta y sesenta. En 1962 enviamos observadores electorales a Costa Rica. Dos años después, impusimos sanciones a Cuba por intentar derrocar por la fuerza al gobierno democráticamente elegido de Venezuela".

#### Suspensión de Honduras
El 4 de julio de 2009, Honduras fue suspendida como miembro del organismo, luego de que el Golpe de Estado de 2009 enviase al exilio al presidente Manuel Zelaya y de que el nuevo presidente interino rechazase el ultimátum de la OEA para restituir a Zelaya en su puesto presidencial.
La suspensión, que tuvo carácter inmediato, fue avalada de manera unánime por 33 de los 34 países representados en la OEA, pues la delegación de Honduras se abstuvo de votar.
En su asamblea extraordinaria sobre el Golpe de Estado en el país centroamericano, el organismo consideró que no existía otra alternativa después de que el régimen de facto hondureño rechazó el ultimátum dado por la OEA para devolver el poder a Zelaya.
Con esta resolución, a Honduras le es aplicado un artículo de la OEA referente a la ruptura del orden constitucional al amparo del artículo 20 de la Carta Democrática Interamericana que fue adoptada por la OEA en 2001.
La suspensión de Honduras en la OEA, implicaría sanciones económicas para el país y agudizaría los efectos de la crisis mundial en el país exportador de café y textiles, muy dependiente de los préstamos de organismos multilaterales.
Al conocer que el país iba a ser expulsado de la organización panamericana el gobierno de Roberto Micheletti se adelantó declarando que ellos mismos eran quienes se retiraban, sin embargo ésta retirada no tuvo ninguna validez puesto que la OEA considera ilegítimo tanto al gobierno como a sus decisiones.
El 1 de junio de 2011 Honduras se reincorporó a la OEA al aprobarse una resolución en la que Ecuador fue el único de todos los Estados miembros que emitió voto en contra. Honduras vuelve al organismo continental cuatro días después de que Zelaya regresó del exilio en República Dominicana, la principal demanda de los Estados miembros de la OEA para permitir el reingreso de Honduras a la organización. Zelaya regresó mediante un acuerdo de reconciliación que firmó con el entonces mandatario Porfirio Lobo el 22 de mayo de 2011, bajo la mediación de Venezuela y Colombia.

#### Crisis política de Venezuela
Ya en 2012 el expresidente venezolano Hugo Chávez criticó a la OEA como un «organismo al servicio de los intereses imperialistas de los Estados Unidos en el continente americano» y denunció (entiéndase como proceso de renuncia) la Convención Americana sobre Derechos Humanos, así como la jurisdicción de la Corte Interamericana de Derechos Humanos sobre Venezuela.
Ante las continuas críticas de Luis Almagro, secretario general de la OEA, sobre la situación en Venezuela, en abril de 2017 el presidente de Venezuela Nicolás Maduro comenzó el proceso del retiro de la Organización de Estados Americanos tras lo que calificó como una serie de «ataques injerencistas» por parte de un grupo de países en el seno de la OEA y de su secretario general, a instancias de Estados Unidos. Hizo efectivo el anuncio luego de realizarse una reunión no consensuada que denunció como violatoria de la normativa de esta institución. Para concretarse la salida, una vez denunciada la carta fundamental de la OEA (así se llama al proceso) tienen que pasar dos años desde que iniciado el proceso de retiro y liquidarse toda deuda con el organismo que asciende a la cantidad de doce millones de dólares. El 27 de abril el gobierno de Nicolás Maduro presenta carta de solicitud para retirarse de la OEA luego que 19 países miembros de los 34 de la OEA aprobaran por votación la convocatoria de la reunión para tratar la crisis venezolana. Venezuela tiene 24 meses para seguir participando con los mismos derechos. El siguiente paso de la OEA sería la aplicación de la Carta Democrática Interamericana.
En tanto se cumplía el plazo de la salida formal de Venezuela de la OEA, se emitió una resolución el 5 de junio de 2018 sobre el desconocimiento de la legitimidad de las elecciones presidenciales realizadas el 20 de mayo de 2018 en Venezuela. La votación fue la siguiente:
| Bandera                                 | País                         | A favor  | En contra | Abstención |
| --------------------------------------- | ---------------------------- | -------- | --------- | ---------- |
| Bandera de Argentina                    | Argentina                    | Aprobado |           |            |
| Bandera de Bolivia                      | Bolivia                      |          | Rechazado |            |
| Bandera de Brasil                       | Brasil                       | Aprobado |           |            |
| Bandera de Chile                        | Chile                        | Aprobado |           |            |
| Bandera de Colombia                     | Colombia                     | Aprobado |           |            |
| Bandera de Costa Rica                   | Costa Rica                   | Aprobado |           |            |
| Bandera de la República Dominicana      | República Dominicana         | Aprobado |           |            |
| Bandera de Ecuador                      | Ecuador                      |          |           | Abstuvo    |
| Bandera de El Salvador                  | El Salvador                  |          |           | Abstuvo    |
| Bandera de Estados Unidos               | Estados Unidos               | Aprobado |           |            |
| Bandera de Guatemala                    | Guatemala                    | Aprobado |           |            |
| Bandera de Haití                        | Haití                        |          |           | Abstuvo    |
| Bandera de Honduras                     | Honduras                     | Aprobado |           |            |
| Bandera de México                       | México                       |          |           | Abstuvo    |
| Bandera de Nicaragua                    | Nicaragua                    |          |           | Abstuvo    |
| Bandera de Panamá                       | Panamá                       | Aprobado |           |            |
| Bandera de Paraguay                     | Paraguay                     | Aprobado |           |            |
| Bandera de Perú                         | Perú                         | Aprobado |           |            |
| Bandera de Uruguay                      | Uruguay                      |          |           | Abstuvo    |
| Bandera de Venezuela                    | Venezuela                    |          | Rechazado |            |
| Bandera de Barbados                     | Barbados                     | Aprobado |           |            |
| Bandera de Trinidad y Tobago            | Trinidad y Tobago            |          |           | Abstuvo    |
| Bandera de Jamaica                      | Jamaica                      | Aprobado |           |            |
| Bandera de Granada                      | Granada                      |          |           | Abstuvo    |
| Bandera de Surinam                      | Surinam                      |          |           | Abstuvo    |
| Bandera de Dominica                     | Dominica                     |          | Rechazado |            |
| Bandera de Santa Lucía                  | Santa Lucía                  | Aprobado |           |            |
| Bandera de Antigua y Barbuda            | Antigua y Barbuda            |          |           | Abstuvo    |
| Bandera de San Vicente y las Granadinas | San Vicente y las Granadinas |          | Rechazado |            |
| Bandera de Bahamas                      | Bahamas                      | Aprobado |           |            |
| Bandera de San Cristobal y Nieves       | San Cristóbal y Nieves       |          |           | Abstuvo    |
| Bandera de Canadá                       | Canadá                       | Aprobado |           |            |
| Bandera de Belice                       | Belice                       |          |           | Abstuvo    |
| Bandera de Guyana                       | Guyana                       | Aprobado |           |            |
|                                         | TOTAL                        | 18       | 4         | 12         |

Posteriormente, en 2019 la IV Legislatura de la Asamblea Nacional de Venezuela desconoció el gobierno del presidente Nicolás Maduro y reconoció a Juan Guaidó como «presidente encargado» para un «gobierno de transición», gobierno reconocido por algunos países dentro y fuera de la región de la OEA. Bajo este nuevo escenario interno venezolano, a vísperas de cumplirse los dos años para formalizar la salida de Venezuela de la OEA, la IV Legislatura de la Asamblea Nacional de Venezuela nombró a Gustavo Tarre como nuevo representante permanente ante este organismo, quien tomó asiento el 9 de abril. Tarre de inmediato detuvo el proceso de retiro de Venezuela de la OEA, aseguró que se liquidará la deuda que se tiene con este organismo, anunció que se reintegrará este país a la Comisión Interamericana de Derechos Humanos y a la Corte Interamericana de Derechos Humanos y en la operación diaria del organismo calificó de «dictadura» al gobierno de Daniel Ortega en Nicaragua (gran aliado de Nicolás Maduro).
Por su parte, el gobierno de Nicolás Maduro continuó con el proceso de salida de la OEA y su exministro de Relaciones Exteriores, Jorge Arreaza anunció el 27 de abril de 2019 cumpliéndose dos años de la solicitud anunció que: «Desde hoy la República Bolivariana de Venezuela no pertenece a la OEA. Estamos fuera de la OEA por voluntad del pueblo, habiendo cumplido con todo lo que establece la carta fundacional». A pesar de este anuncio, Venezuela sigue siendo considerada un miembro de pleno derecho en la OEA.
En abril de 2019 la OEA acepta a Gustavo Tarre como representante de Venezuela ante la OEA, después que el organismo declarara de ilegal el mandato de Nicolás Maduro, apoyando a Juan Guaidó. En la asamblea de noviembre de 2021 varios países rechazaron la presencia del representante de Guaidó. 
El 5 de octubre de 2022, el secretario general de la OEA, Luis Almagro afirmó que el gobierno del presidente electo Nicolás Maduro “nunca terminó de concretar” la salida de Venezuela del organismo, a pesar de que el mandatario anunció la retirada de este en el año 2017, Almagro comentó que Maduro no está “al día con todas sus obligaciones respecto a la organización”, afirmando a su vez que el gobierno de Maduro debe “algunos millones de dólares de cuentas pendientes y retribuciones”, por lo que, “fundamentalmente, el proceso fue interrumpido por eso”. Originándose en esa misma fecha el quincuagésimo segundo periodo ordinario de sesiones de la Asamblea General de la OEA, en la cual los países miembros tenían la intención de expulsar a Gustavo Tarre (representante del líder político venezolano, Juan Guaidó ante la OEA) del foro regional, tras lo que el político venezolano anunció que no acudiría a dicha Asamblea General, a lo que Almagro comentó que la expulsión de Tarre sería decidido por votación.
En la ciudad de Lima la asamblea 52.º Período Ordinario de Sesiones del 6 de octubre de 2022 en un intento de expulsar a Gustavo Tarre como representante solicitada por 11 países, la propuesta fue formulada, por México, Bolivia; Antigua y Bermuda; Barbados, Belice, Dominica, Granada, Santa Lucía, y San Vicente y las Granadinas, fue rechazado siendo parte del bloque regional tras una votación de 19 votos a favor, 4 en contra y 9 abstenciones. Necesitaban 24 votos.
El 31 de julio de 2024 se convoca una Asamblea extraordinaria de la OEA que trató sobre los sucesos electorales en Venezuela sobre las resoluciones, al momento de votar no aprobó las resoluciones para presionar a las autoridades venezolanas a publicar “inmediatamente” los resultados de las elecciones que dieron por ganador a Nicolás Maduro, 17 miembros votaron a favor, 11 se abstuvieron y cinco estuvieron ausentes. Se abstuvo entre ellos  México, Antigua y Barbuda, Barbados, Bahamas, Belice, Bolivia, Brasil, Colombia, Granada, Honduras, San Cristóbal y Nieves, Santa Lucía; ausentes  Dominica, San Vicente y las Granadinas, Trinidad y Tobago y Venezuela. Los que apoyaron: Argentina, Canadá, Chile, Costa Rica, Ecuador,  Estados Unidos, Guatemala, Guyana, Haití, Jamaica, Panamá, Paraguay, Perú, República Dominicana, Surinam y Uruguay.

#### Crisis política de Bolivia de 2019
Tras las elecciones presidenciales de Bolivia de 2019 tras las protestas del mismo año, la OEA elaboró un informe sobre los resultados y concluyó que hubo vulneraciones que beneficiaron la reelección de Evo Morales. Luis Almagro calificó la situación en Bolivia como un «autogolpe». El think tank Center for Economic and Policy Research publicó un informe disputando las conclusiones de la OEA, sosteniendo que no hubo fraude. La Misión Técnica de Expertos Electorales de la Unión Europea publicó un informe llegando a conclusiones similares, declarando que sus observadores detectaron «numerosos errores e irregularidades en las actas electorales» y describiendo que «figuraban actas con un número inusualmente elevado de votos nulos, votos en blanco y una participación del ciento por ciento de los electores en una serie de mesas electorales».

#### Retiro de Nicaragua
El 19 de noviembre de 2021 el gobierno de Nicaragua anuncia la salida del país de la Organización de los Estados Americanos (OEA) tras las continuas muestras de injerencia realizadas por el organismo en sus asuntos internos y en especial en los sucesos de la primavera de 2018 y en las elecciones de 2021.
El ministro de Relaciones Exteriores de Nicaragua, Denis Moncada, manifestó que, siguiendo las indicaciones del presidente de gobierno Daniel Ortega hizo llegar al secretario general de la OEA, Luis Almagro, la comunicación del gobierno de Nicaragua anunció su salida definitiva de la Organización de los Estados Americanos (OEA) tras las continuas muestras de injerencia del foro regional, así lo confirmó el del país latinoamericano, la decisión de abandonar el organismos y la denuncia a las intromisiones en los asuntos internos de Nicaragua. Moncada señaló 

Nicaragua defiende la independencia, soberanía y autodeterminación del pueblo, en respeto a su ordenamiento jurídico interno y los dictámenes mundiales .../... Frente a las acciones violatorias de la OEA y los Estados Unidos, manifestamos nuestra renuncia a esa organización, instrumentalizada bajo intereses del país norteño (en referencia a EE. UU.)

En abril de 2022 Nicaragua hizo efectiva su salida de la organización al retirar las credenciales de sus representantes ante la OEA y ratificó su invariable decisión de abandonar la OEA, según lo expresado el día 19 de noviembre del 2021. Asimismo, se anunció el cierre de las oficinas que la organización tiene en Managua, poco después del anunció la Policía Nacional rodeó las oficinas, situadas en las afueras de Managua.

## Críticas
En el ámbito de los países latinoamericanos se discute si la participación como grupo se debe dar en el ámbito de la OEA, o de la mucho más joven CELAC (Comunidad de Estados Latinoamericanos y Caribeños) que no incluye a los Estados Unidos ni a Canadá. En mayo del 2015 el presidente de Ecuador, Rafael Correa, afirmaba que la OEA está «totalmente influenciada por el poder de los países hegemónicos».

## Cronología histórica de la OEA
- En 1889 los Estados americanos decidieron reunirse de manera periódica y comenzar a forjar un sistema común de normas e instituciones.
- Del 2 de octubre de 1889 al 19 de abril de 1890 se realiza la Primera Conferencia Internacional Americana que tuvo lugar en Washington D.C, (Estados Unidos).
- En 1902 fue la creación de la Organización Panamericana de la Salud; que luego se transformó en la oficina regional de la futura Organización Mundial de la Salud.
- En 1906 fue la creación del Comité Jurídico Interamericano.
- En 1923, la Quinta Conferencia Internacional Americana en Santiago de Chile, adoptó el Tratado para Evitar o Prevenir Conflictos entre los Estados Americanos (Tratado de Gondra).
- En 1923 se propuso establecer una Corte Interamericana de Justicia.
- En 1927 fue la creación del Instituto Interamericano del Niño.
- En 1928 la Convención sobre Derecho Internacional Privado (Código Bustamante), es adoptada en la Sexta Conferencia Internacional Americana, que tuvo lugar en La Habana (Cuba). Este acontecimiento constituyó un importante paso hacia la codificación y el desarrollo progresivo del derecho internacional privado.
- 1928, en La Habana, fue creada la Comisión Interamericana de Mujeres (CIM) por la Sexta Conferencia Internacional Americana.
- En 1928 se crea el Instituto Panamericano de Geografía e Historia.
- En 1933, la Séptima Conferencia Internacional Americana en Montevideo (Uruguay), aprobó la Convención sobre los Derechos y Deberes de los Estados.
- En 1940 fue la creación del Instituto Indigenista Interamericano.
- En 1942 fue la creación de la Junta Interamericana de Defensa.
- En 1942, fue fundado el Instituto Interamericano de Cooperación para la Agricultura (IICA).
- En 1945 se creó la Conferencia Interamericana sobre Problemas de la Guerra y la Paz en la Ciudad de México, que tiene por objeto debatir actividades conjuntas a ser emprendidas por los Estados americanos en concordancia con las Naciones Unidas.
- En 1947 la Conferencia Interamericana para el Mantenimiento de la Paz y la Seguridad del Continente, reunida en Río de Janeiro (Brasil) luego de la Segunda Guerra Mundial y cuando comenzaba a gestarse la Guerra Fría, adoptó el Tratado Interamericano de Asistencia Recíproca, con el fin de asegurar la legítima defensa colectiva ante un eventual ataque de una potencia de otra región y decidir acciones conjuntas en caso de un conflicto entre dos Estados partes del Tratado.
- En 1948 en Bogotá, Colombia, Se inaugura oficialmente la Organización de los Estados Americanos con la Novena Conferencia Internacional Americana que adoptó la Carta de la Organización de los Estados Americanos, el Tratado Americano de Soluciones Pacíficas (Pacto de Bogotá) y la Declaración Americana de los Derechos y Deberes del Hombre. En la misma Conferencia, se aprobó el Convenio Económico de Bogotá, que se propuso fomentar la cooperación económica entre los Estados americanos, pero que nunca entró en vigencia.
- En 1950 se crea el Banco Interamericano de Desarrollo.
- En 1954 en Caracas, Venezuela, se reúne la Décima Conferencia Internacional Americana, la última en su tipo, donde se establecen las bases para contener la expansión del comunismo en América Central.
- En 1959 en Santiago, Chile, se reúne la Quinta Reunión de Consulta de Ministros de Relaciones Exteriores, donde se resuelva la creación de la Comisión Interamericana de Derechos Humanos (CIDH).
- En 1960 La OEA levanta sanciones contra el régimen del dictador dominicano Rafael Trujillo, por su participación en el atentando contra el presidente venezolano Rómulo Betancourt.
- En 1962 Cuba fue expulsada de participar en la organización.
- En 1965 Estados Unidos junto con la OEA, conforman una fuerza militar interamericana para la intervención en la República Dominicana.
- En 1969 la OEA convocó en Costa Rica, una conferencia especializada interamericana para redactar un tratado sobre derechos humanos.
- En 1970 Las Conferencias Internacionales Americanas que se venían reuniendo a intervalos variados, fueron reemplazadas por los períodos de sesiones de la Asamblea General de la OEA.
- En 1978 la Convención Americana sobre Derechos Humanos fue ratificada por el undécimo Estado miembro de la OEA, el número mínimo de estados partes que se requería según los términos del acuerdo para que la convención surtiera efectos. Se crea la Corte Interamericana de Derechos Humanos.
- En noviembre de 1986, la Asamblea General de la OEA estableció la Comisión Interamericana para el Control del Abuso de Drogas (CICAD) como organismo técnico de la institución.
- En 1999, a fin de promover la agenda de reformas judiciales en la Región, la Asamblea General crea el Centro de Estudios de Justicia de las Américas (CEJA).
- En 2009, el 3 de junio, fue derogada la resolución que expulsa a Cuba de la OEA, tras 47 años de expulsión, pero Cuba no se reincorpora.
- En 2009, el 4 de julio, Honduras fue suspendida como miembro del organismo, aplicándole la carta democrática ante un golpe de Estado.
- En 2011, el 1.º de junio, Honduras fue readmitida en la OEA, tras casi dos años de suspensión, una vez que se rencausó la vida democrática interna.
- En 2017, el 26 de abril, Venezuela inició el proceso para abandonar la OEA (sin aprobación de la Asamblea Nacional de Venezuela de mayoría opositora al gobierno de Nicolás Maduro).
- En 2019 la Asamblea Nacional de Venezuela, como parte de un gobierno paralelo, nombró como nuevo representante en la OEA a Gustavo Tarre Briceño, quien detuvo la salida de este país del organismo. En paralelo, Maduro anunció la culminación de la salida de Venezuela de la OEA.
- En 2021 Nicaragua inició el proceso para abandonar la OEA.
- En 2023, el 5 de enero cesa el gobierno de Juan Guaidó, a su vez cesa todos sus representantes en el exterior incluyendo al representante ante la OEA.
- En 2023 Nicaragua abandona oficialmente la OEA tras cumplir el plazo de dos años.

## Organización

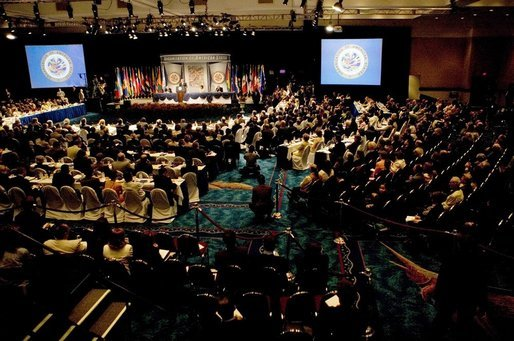
El presidente de los Estados Unidos, George W. Bush encabezando la Asamblea General de la OEA el lunes 6 de junio de 2005, en Ft. Lauderdale (Florida).

Según la Carta de la OEA (Título VIII), las instancias consultivas y políticas son:
- Asamblea General;
- Reunión de Consulta de Ministros de Relaciones Exteriores;
- Los Consejos (Consejo Permanente de la Organización de los Estados Americanos, Consejo Interamericano para el Desarrollo Integral y otros);
- Comité Jurídico Interamericano;
- Comisión Interamericana de Derechos Humanos;
- Secretaría General;
- Conferencias Especializadas
- Organismos especializados

### Secretarios generales
| Número | Nombre                  | Foto | País           | Inicio período     | Fin período     |
| ------ | ----------------------- | ---- | -------------- | ------------------ | --------------- |
| 1      | Alberto Lleras Camargo  |      | Colombia       | 1948               | 1954            |
| 2      | Carlos Dávila Espinoza  |      | Chile          | 1954               | 1955            |
| 3      | José Antonio Mora       |      | Uruguay        | 1956               | 1968            |
| 4      | Galo Plaza Lasso        |      | Ecuador        | 1968               | 1975            |
| 5      | Alejandro Orfila (hijo) |      | Argentina      | 1975               | 1984            |
| 6      | João Clemente Baena     |      | Brasil         | 1984               | 1994            |
| 7      | César Gaviria Trujillo  |      | Colombia       | 1994               | 2004            |
| 8      | Miguel Ángel Rodríguez  |      | Costa Rica     | septiembre de 2004 | octubre de 2004 |
| 9      | Luigi R. Einaudi        |      | Estados Unidos | octubre de 2004    | mayo de 2005    |
| 10     | José Miguel Insulza     |      | Chile          | 2005               | 2015            |
| 11     | Luis Almagro Lemes      |      | Uruguay        | 2015               | 2025            |
| 12     | Albert Ramdin           |      | Surinam        | 2025               | 2030            |

## Misiones permanentes acreditadas ante la OEA en WashingtonD.C.

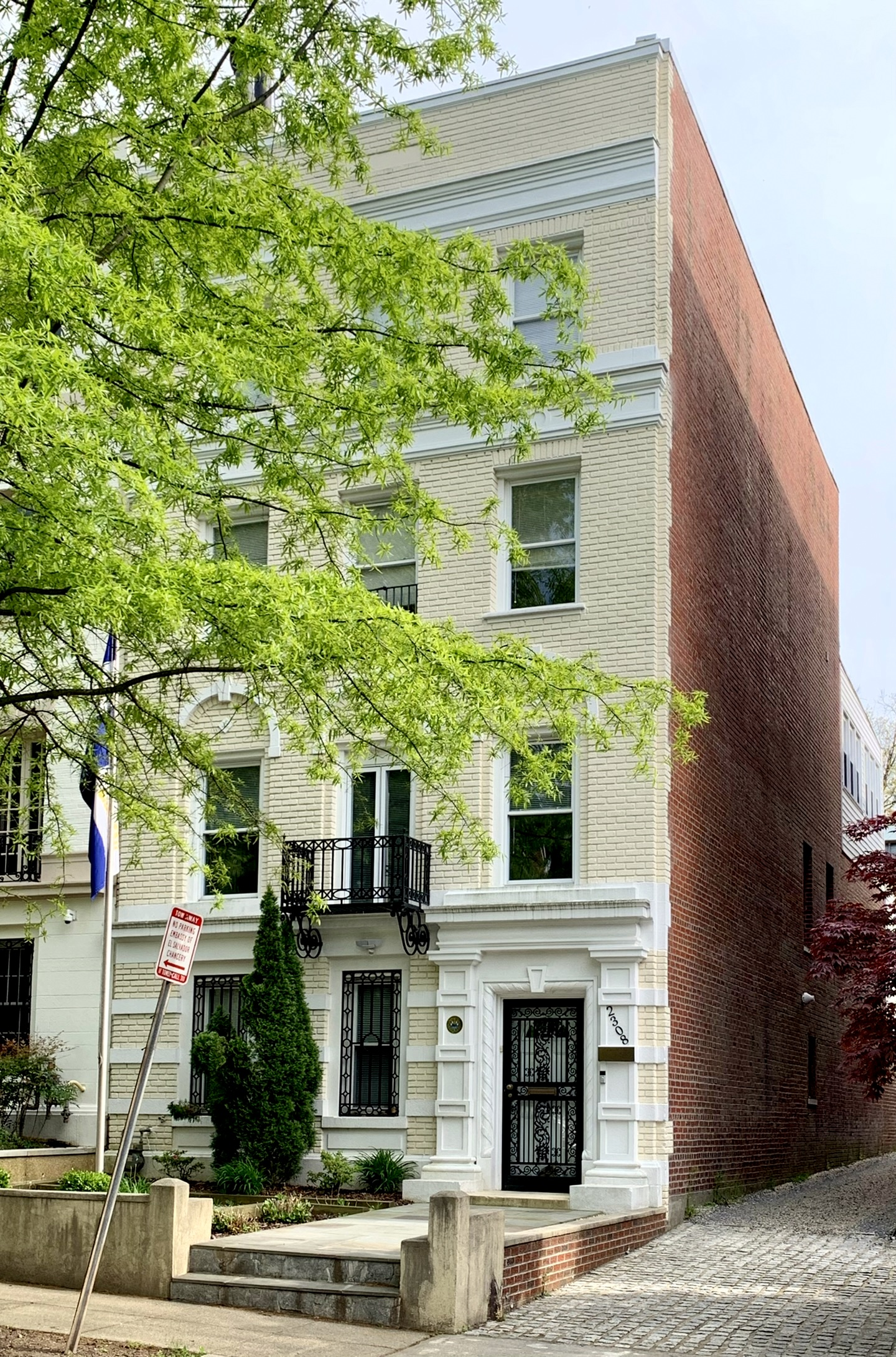
Misión Permanente de El Salvador ante la OEA
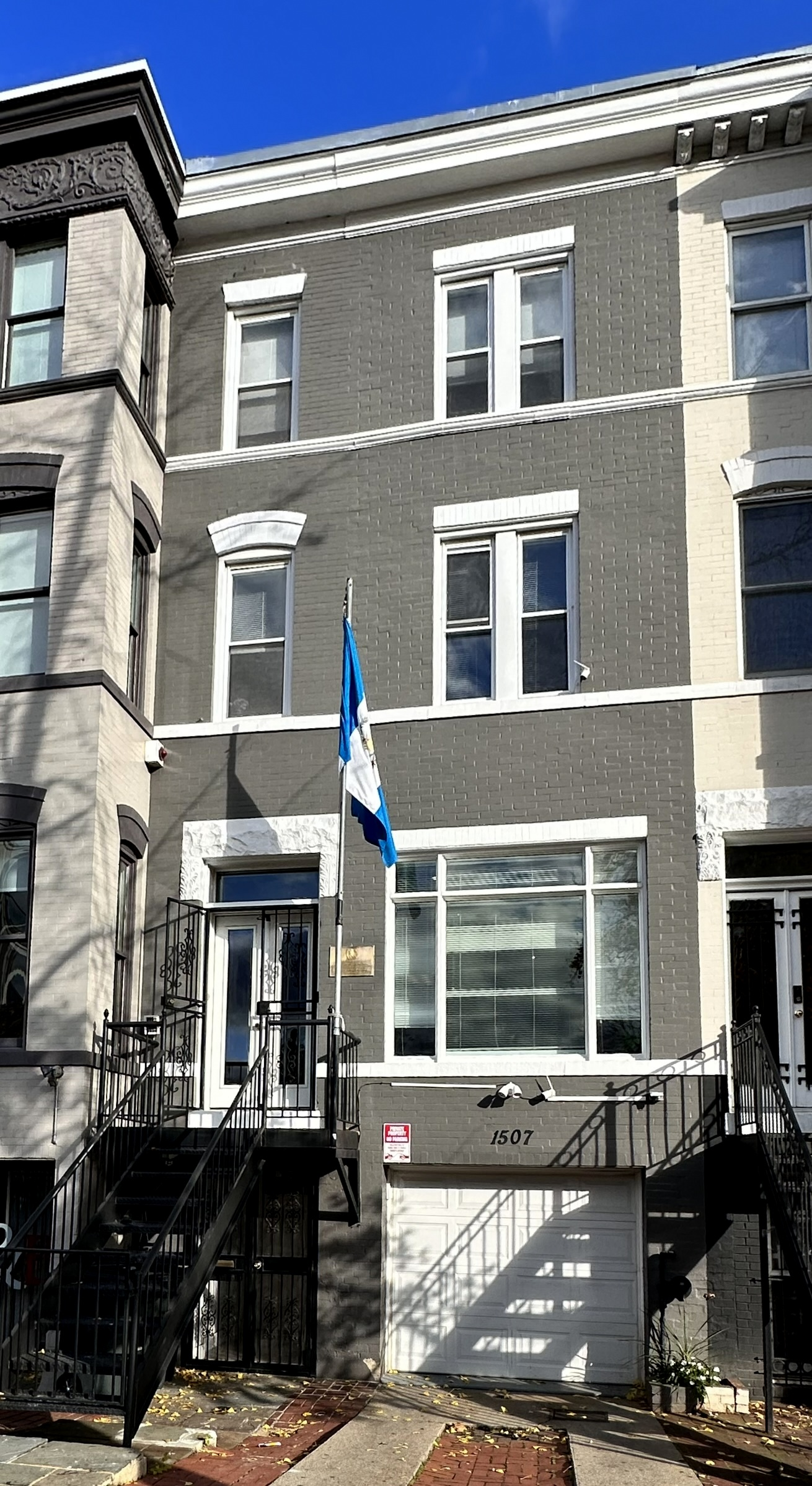
Misión Permanente de Guatemala ante la OEA
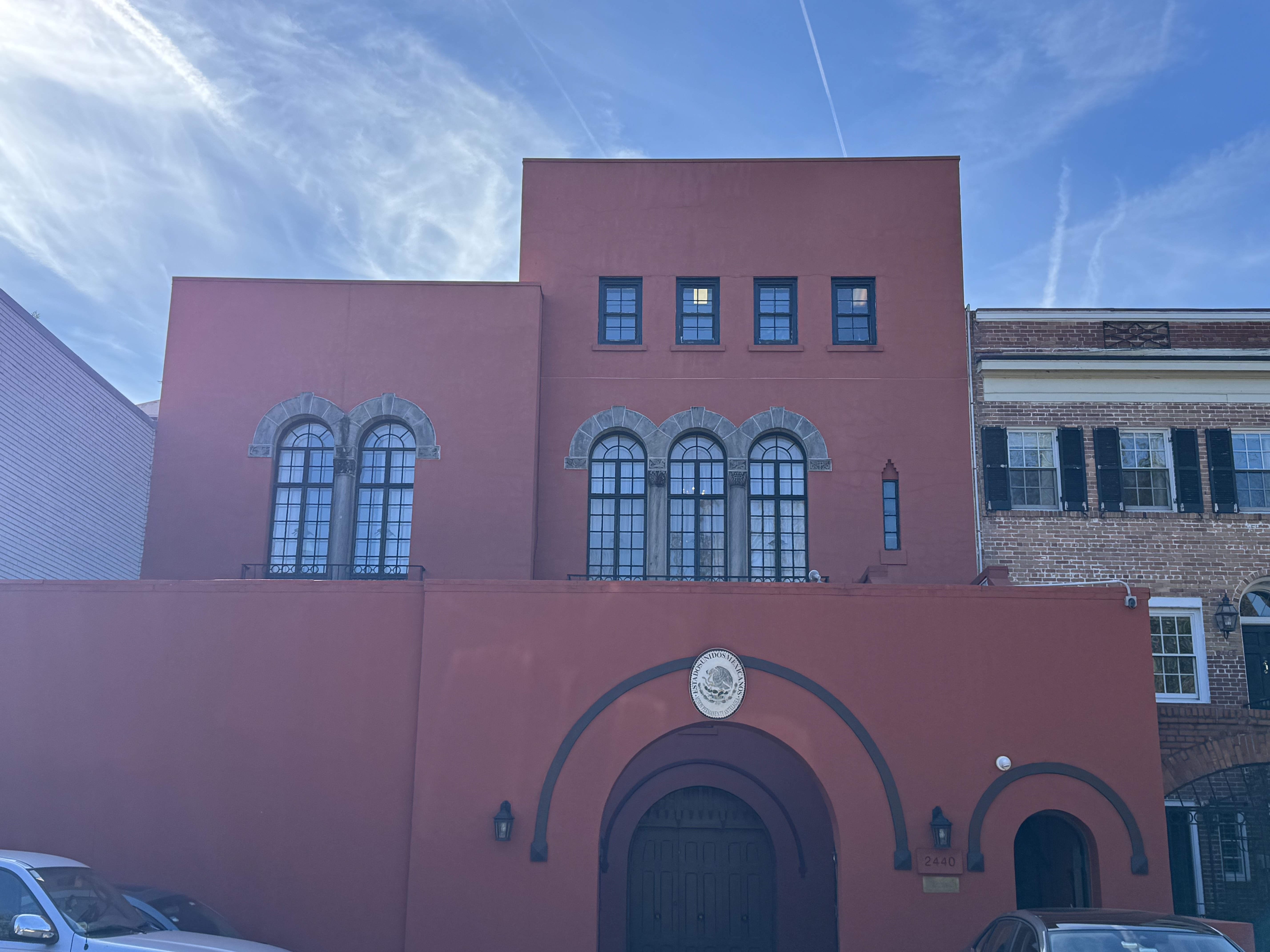
Misión Permanente de México ante la OEA
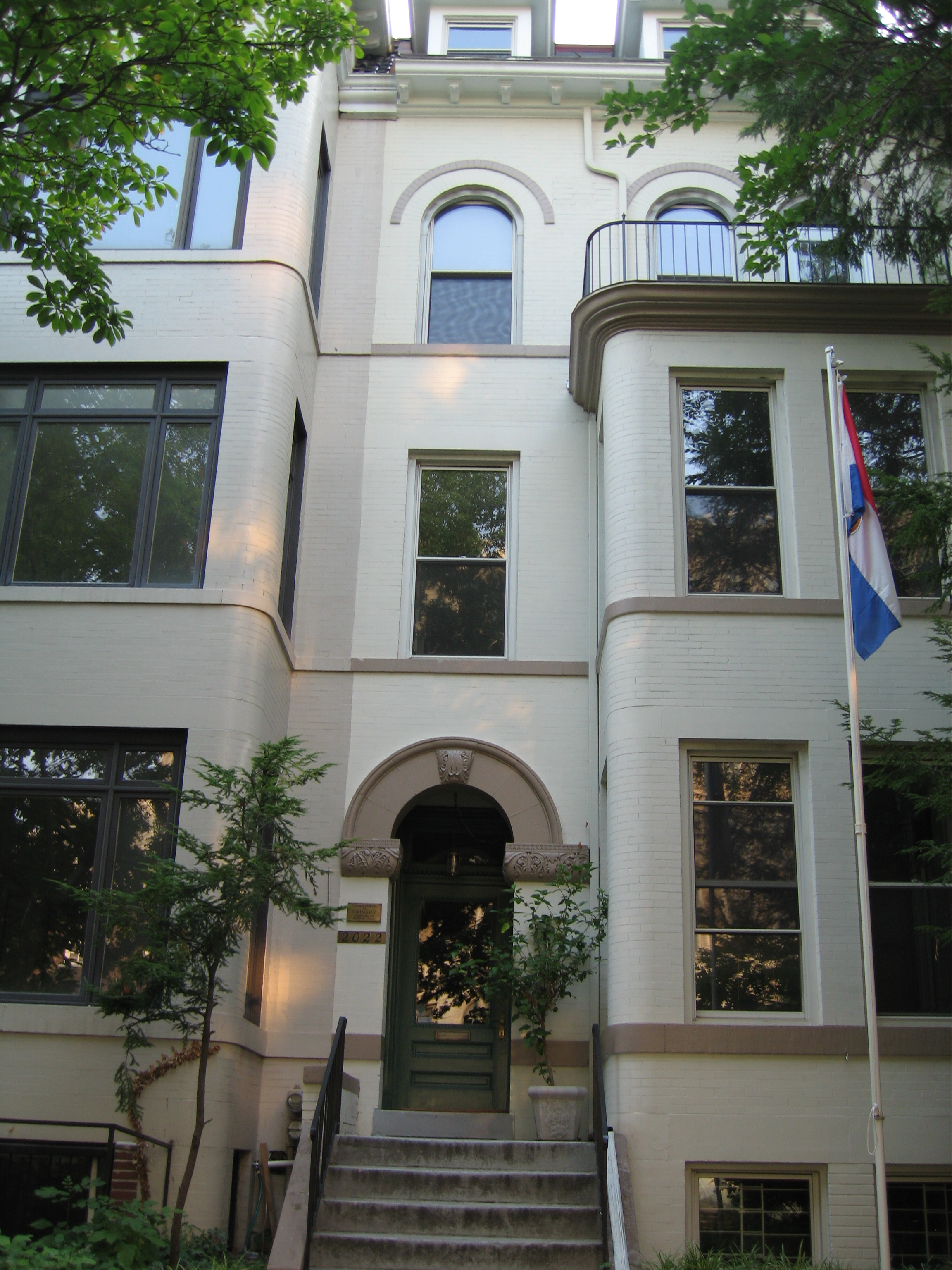
Misión Permanente del Paraguay ante la OEA

## Biblioteca Colón
La biblioteca Colón es una institución fundamental dentro de la Organización de los Estados Americanos (OEA), encargada de preservar y difundir la memoria documental del Sistema Interamericano. Su colección reúne una amplia gama de recursos, incluidos documentos oficiales de conferencias y reuniones especializadas, así como publicaciones de los distintos órganos que integran la OEA. Establecida formalmente en 1902, la biblioteca tiene sus orígenes en la Primera conferencia internacional americana de 1889-1890, cuando los países del continente acordaron crear un centro de conocimiento compartido que reflejara la historia, la cultura y el desarrollo intelectual de las Américas.
A lo largo de su historia, la biblioteca Colón ha evolucionado en infraestructura y funciones. En sus inicios se albergó en el edificio de la Unión Panamericana, construido gracias al mecenazgo de Andrew Carnegie, pero debido al crecimiento de sus fondos fue trasladada en 1988 al edificio de servicios administrativos. Hoy en día, forma parte de la Secretaría de Asuntos Hemisféricos y continúa ofreciendo servicios de investigación y acceso a información tanto a funcionarios de la OEA como al público general. Además, organiza exposiciones culturales y mantiene una red de bibliotecas depositarias para asegurar la distribución de sus publicaciones en todo el continente y en Europa.